# VTV Cup 2006
Giải bóng chuyền nữ quốc tế VTV Cup 2006 là giải đấu lần thứ ba với sự phối hợp tổ chức của Liên đoàn bóng chuyền Việt Nam và Đài truyền hình Việt Nam. Giải đấu được tổ chức tại nhà thi đấu tỉnh Vĩnh Phúc.

## Các đội tham dự
- Việt Nam
- Đại học sư phạm Kharkov
- Sri Lanka
- Thái Lan
- Tứ Xuyên
- Đại học Nam Khai
- Indonesia
- Đại học Minsk

## Thể thức thi đấu
8 đội chia thành 2 bảng, thi đấu theo thể thức vòng tròn một lượt tính điểm, chọn 2 đội đứng đầu vào bán kết, 2 đội còn lại sẽ bước vào vòng tranh vị trí từ 5 đến 8. (Cả giải sẽ có tổng cộng 20 trận) 

#### Bảng A
- Sri Lanka
- Thái Lan
- Đại học sư phạm Kharkov
- Tứ Xuyên

#### Bảng B
- Việt Nam
- Indonesia
- Đại học Minsk
- Đại học Nam Khai

## Giai đoạn vòng bảng

### Bảng A
| Đội                     | St | T | B | Vt | Vb | Ts   | Điểm |
| ----------------------- | -- | - | - | -- | -- | ---- | ---- |
| Tứ Xuyên                | 3  | 3 | 0 | 9  | 0  | MAX  | 6    |
| Thái Lan                | 3  | 2 | 1 | 6  | 1  | 6,00 | 5    |
| Đại học sư phạm Kharkov | 3  | 1 | 2 | 3  | 6  | 0,50 | 4    |
| Sri Lanka               | 3  | 0 | 3 | 1  | 9  | 0,11 | 3    |

#### Kết quả
| Ngày | Thời gian |                         | Điểm |                         | Set 1 | Set 2 | Set 3 | Set 4 | Set 5 | Tổng  | Nguồn |
| ---- | --------- | ----------------------- | ---- | ----------------------- | ----- | ----- | ----- | ----- | ----- | ----- | ----- |
| 24/7 | 13:00     | Tứ Xuyên                | 3–0  | Thái Lan                | 25–19 | 25–16 | 25–13 |       |       | 75–48 |       |
| 24/7 | 15:30     | Đại học sư phạm Kharkov | 3–0  | Sri Lanka               | 26–24 | 25–17 | 25–20 |       |       | 76–61 |       |
| 25/7 | 14:00     | Sri Lanka               | 0–3  | Tứ Xuyên                | 11–25 | 15–25 | 13–25 |       |       | 39–75 |       |
| 25/7 | 16:30     | Đại học sư phạm Kharkov | 0–3  | Thái Lan                | 13–25 | 20–25 | 15–25 |       |       | 48–75 |       |
| 26/7 | 17:00     | Tứ Xuyên                | 3–0  | Đại học sư phạm Kharkov | 25–11 | 25–16 | 25–?  |       |       | 75–?  |       |
| 26/7 | 19:30     | Sri Lanka               | 1–3  | Thái Lan                | 24–26 | 25–22 | 22–25 | 13–25 |       | 84–97 |       |

### Bảng B
| Đội              | St | T | B | Vt | Vb | Ts   | Điểm |
| ---------------- | -- | - | - | -- | -- | ---- | ---- |
| Việt Nam         | 3  | 3 | 0 | 9  | 0  | MAX  | 6    |
| Đại học Nam Khai | 3  | 2 | 1 | 6  | 5  | 1,20 | 5    |
| Đại học Minsk    | 3  | 1 | 2 | 4  | 7  | 0,57 | 4    |
| Indonesia        | 3  | 0 | 3 | 2  | 9  | 0,22 | 3    |

#### Kết quả
| Ngày | Thời gian |               | Điểm |                  | Set 1 | Set 2 | Set 3 | Set 4 | Set 5 | Tổng  | Nguồn |
| ---- | --------- | ------------- | ---- | ---------------- | ----- | ----- | ----- | ----- | ----- | ----- | ----- |
| 24/7 | 17:00     | Đại học Minsk | 1–3  | Đại học Nam Khai | 19–25 | 25–22 | 23–25 | 18–25 |       | 85–97 |       |
| 24/7 | 20:00     | Việt Nam      | 3–0  | Indonesia        | 25–9  | 25–10 | 25–20 |       |       | 75–39 |       |
| 25/7 | 16:00     | Việt Nam      | 3–0  | Đại học Nam Khai | 25–14 | 25–19 | 25–12 |       |       | 75–45 |       |
| 25/7 | 18:00     | Đại học Minsk | 3–1  | Indonesia        | 25–14 | 25–21 | 23–25 | 25–22 |       | 98–82 |       |
| 26/7 | 14:00     | Indonesia     | 1–3  | Đại học Nam Khai | 26–24 | 12–25 | 20–25 | 15–25 |       | 73–99 |       |
| 26/7 | 21:00     | Việt Nam      | 3–0  | Đại học Minsk    | 25–17 | 25–18 | 25–18 |       |       | 75–53 |       |

## Vòng tranh thứ hạng 1-4
|  | Bán kết              | Bán kết  |                      |   | Chung kết | Chung kết |
|  |                      |          |                      |   |           |           |
|  | 27-7-2006 – Vĩnh Yên |          |                      |   |           |           |
|  |                      |          |                      |   |           |           |
|  | Việt Nam             | 3        |                      |   |           |           |
|  | Việt Nam             | 3        | 30-7-2006 – Vĩnh Yên |   |           |           |
|  | Thái Lan             | 0        |                      |   |           |           |
|  | Thái Lan             | 0        | Việt Nam             | 2 |           |           |
|  | 28-7-2006 – Vĩnh Yên |          | Việt Nam             | 2 |           |           |
|  |                      | Tứ Xuyên | 3                    |   |           |           |
|  | Tứ Xuyên             | Tứ Xuyên | 3                    | 3 |           |           |
|  | Tứ Xuyên             |          |                      | 3 |           |           |
|  | Đại học Nam Khai     | 0        |                      |   |           |           |
|  | Đại học Nam Khai     | 0        | Tranh giải ba        |   |           |           |
|  |                      |          |                      |   |           |           |
|  | 30-7-2006 – Vĩnh Yên |          |                      |   |           |           |
|  |                      |          |                      |   |           |           |
|  | Thái Lan             | 0        |                      |   |           |           |
|  | Thái Lan             | 0        |                      |   |           |           |
|  | Đại học Nam Khai     | 3        |                      |   |           |           |

### Bán kết
| Ngày | Thời gian |          | Điểm |                  | Set 1 | Set 2 | Set 3 | Set 4 | Set 5 | Tổng  | Nguồn |
| ---- | --------- | -------- | ---- | ---------------- | ----- | ----- | ----- | ----- | ----- | ----- | ----- |
| 27/7 | 21:00     | Việt Nam | 3–0  | Thái Lan         | 25–12 | 25–21 | 25–17 |       |       | 75–50 |       |
| 28/7 | 21:00     | Tứ Xuyên | 3–0  | Đại học Nam Khai | 25–18 | 25–17 | 25–16 |       |       | 75–51 |       |

### Tranh hạng 3
| Ngày | Thời gian |          | Điểm |                  | Set 1 | Set 2 | Set 3 | Set 4 | Set 5 | Tổng  | Nguồn |
| ---- | --------- | -------- | ---- | ---------------- | ----- | ----- | ----- | ----- | ----- | ----- | ----- |
| 30/7 | 18:00     | Thái Lan | 0–3  | Đại học Nam Khai | 13–25 | 21–25 | 23–25 |       |       | 57–75 |       |

### Chung kết
| Ngày | Thời gian |          | Điểm |          | Set 1 | Set 2 | Set 3 | Set 4 | Set 5 | Tổng    | Nguồn |
| ---- | --------- | -------- | ---- | -------- | ----- | ----- | ----- | ----- | ----- | ------- | ----- |
| 30/7 | 20:00     | Việt Nam | 2–3  | Tứ Xuyên | 20–25 | 30–28 | 24–26 | 25–20 | 13–15 | 112–114 |       |

## Vòng tranh thứ hạng 5-8
|  | Tranh hạng 5-8          | Tranh hạng 5-8 |                      |   | Tranh hạng 5 | Tranh hạng 5 |
|  |                         |                |                      |   |              |              |
|  | 27-7-2006 – Vĩnh Yên    |                |                      |   |              |              |
|  |                         |                |                      |   |              |              |
|  | Đại học sư phạm Kharkov | 0              |                      |   |              |              |
|  | Đại học sư phạm Kharkov | 0              | 29-7-2006 – Vĩnh Yên |   |              |              |
|  | Indonesia               | 3              |                      |   |              |              |
|  | Indonesia               | 3              | Indonesia            | 1 |              |              |
|  | 28-7-2006 – Vĩnh Yên    |                | Indonesia            | 1 |              |              |
|  |                         | Đại học Minsk  | 3                    |   |              |              |
|  | Đại học Minsk           | Đại học Minsk  | 3                    | 3 |              |              |
|  | Đại học Minsk           |                |                      | 3 |              |              |
|  | Sri Lanka               | 0              |                      |   |              |              |
|  | Sri Lanka               | 0              | Tranh hạng 7         |   |              |              |
|  |                         |                |                      |   |              |              |
|  | 29-7-2006 – Vĩnh Yên    |                |                      |   |              |              |
|  |                         |                |                      |   |              |              |
|  | Đại học sư phạm Kharkov | 3              |                      |   |              |              |
|  | Đại học sư phạm Kharkov | 3              |                      |   |              |              |
|  | Sri Lanka               | 2              |                      |   |              |              |

### Tranh hạng 5-8
| Ngày | Thời gian |                         | Điểm |           | Set 1 | Set 2 | Set 3 | Set 4 | Set 5 | Tổng | Nguồn |
| ---- | --------- | ----------------------- | ---- | --------- | ----- | ----- | ----- | ----- | ----- | ---- | ----- |
| 27-7 | 16:30     | Đại học sư phạm Kharkov | 0–3  | Indonesia | –     | –     | –     |       |       | –    |       |
| 27/7 | 19:00     | Đại học Minsk           | 3–0  | Sri Lanka | –     | –     | –     |       |       | –    |       |

### Tranh hạng 7
| Ngày | Thời gian |                         | Điểm |           | Set 1 | Set 2 | Set 3 | Set 4 | Set 5 | Tổng    | Nguồn |
| ---- | --------- | ----------------------- | ---- | --------- | ----- | ----- | ----- | ----- | ----- | ------- | ----- |
| 29/7 | 18:30     | Đại học sư phạm Kharkov | 3–2  | Sri Lanka | 25–22 | 22–25 | 25–20 | 18–25 | 15–13 | 105–105 |       |

### Tranh hạng 5
| Ngày | Thời gian |           | Điểm |               | Set 1 | Set 2 | Set 3 | Set 4 | Set 5 | Tổng  | Nguồn |
| ---- | --------- | --------- | ---- | ------------- | ----- | ----- | ----- | ----- | ----- | ----- | ----- |
| 29/7 | 21:00     | Indonesia | 1–3  | Đại học Minsk | 25–17 | 20–25 | 17–25 | 18–25 |       | 80–92 |       |

## Xếp hạng chung cuộc
| Xếp hạng | Đội bóng                |
| -------- | ----------------------- |
|          | Tứ Xuyên                |
|          | Việt Nam                |
|          | Đại học Nam Khai        |
| 4        | Thái Lan                |
| 5        | Đại học Minsk           |
| 6        | Indonesia               |
| 7        | Đại học sư phạm Kharkov |
| 8        | Sri Lanka               |

## Các giải thưởng cá nhân
- Vận động viên xuất sắc toàn diện:  Tứ Xuyên Chen Jing
- Vận động viên tấn công xuất sắc nhất:  Việt Nam Nguyễn Thị Ngọc Hoa
- Vận động viên chắn bóng tốt nhất:  Tứ Xuyên Chen Jing
- Vận động viên chuyền hai tốt nhất:  Việt Nam Đặng Thị Hồng
- Vận động viên phát bóng tốt nhất:  Tứ Xuyên Chen Jing
- Vận động viên phòng thủ tốt nhất:  Tứ Xuyên He Shan
- Vận động viên bắt bước một tốt nhất: { Đại học Nam Khai Jiang Wei
- Hoa khôi VTV Cup 2006:  Thái Lan Boonchoo Saengravee